# Hut-nesu
Hut-nesu (auch Hut-nesut, Kom el-Ahmar Sawaris) ist der seit dem Alten Reich belegte altägyptische Name der Hauptstadt des 18. oberägyptischen Falkengaues. Der heutige Ort, das moderne Sharuna, liegt angrenzend in unmittelbarer Nähe im Gouvernement Al-Minya auf der östlichen Nilseite gegenüber von Per Medjen.
Die Erscheinungsform von Hut-nesus Lokalgott Neb-hut-nesu (Herr von Hut-nesu) wechselte während der altägyptischen Geschichte. Im Alten Reich war es Nemti, im Neuen Reich Horus und später bis zum Ende der griechisch-römischen Zeit Osiris sowie Sobek.
Haremhab, der Hut-nesu als seinen Heimatort erwähnte, nannte Neb-hut-nesu in der Erscheinungsform als Horus zugleich als seine persönliche Schutzgottheit.